# Leptophysa
Leptophysa is een geslacht van kevers uit de familie bladkevers (Chrysomelidae).
De wetenschappelijke naam van het geslacht werd in 1877 gepubliceerd door Joseph Sugar Baly.

## Soorten
- Leptophysa ornata Medvedev, 2004